# Joshua Simmonds
Pour les articles homonymes, voir Simmonds.
Joshua Simmonds est un joueur de hockey sur gazon australien.

## Vie personnelle
Joshua Simmonds est né et a grandi à Ringwood.
Il est membre de l'Institut victorien du sport et a fait référence à Floyd Mayweather comme son héros sportif.

## Carrière

### Niveau club
Au niveau du club, Joshua Simmonds joue au hockey pour le Doncaster Hockey Club dans le Championnat victorien. Il a également joué pour le YMCA Coastal City Hockey Club dans l'Australie-Occidentale en Championnat d'Australie-Occidentale.

### Niveau état
Tout au long de sa jeunesse, Joshua Simmonds a représenté son État d'origine, Victoria, dans toutes les compétitions nationales.
En 2014, Simmonds a été recruté par les NT Stingers dans le Championnat australien en tant que joueur importateur. Après ses débuts dans la AHL pour le Territoire du Nord, Simmonds est retourné jouer pour les VIC Vikings à partir de 2015. Cela comprenait la victoire du championnat à la saison 2016.
À la suite de la refonte de la AHL en 2018, Simmonds a été sélectionné pour représenter le HC Melbourne dans la nouvelle ligue nationale de Hockey Australia, Hockey One, en 2019.

### Équipes nationales

#### Moins de 21 ans
Joshua Simmonds a fait ses débuts internationaux juniors pour l'Australie U-21 en 2015, lors de la Sultan of Johor Cup, où l'équipe termine cinquième.
En 2016, Simmonds a continué à représenter l'équipe à nouveau; à la Sultan of Johor Cup et Coupe du monde des moins de 21 ans.

#### Équipe première
Après deux ans dans l'équipe nationale de développement, Simmonds a fait ses débuts internationaux seniors pour l'Australie en 2018 lors d'un match test contre l'Argentine en Darwin. Il a ensuite représenté l'équipe lors de l'Open international de hockey sur gazon. En novembre 2018, Simmonds a été nommé dans l'équipe de Kookaburras pour l'année civile 2019.
Simmonds a commencé 2019 dans l'équipe Kookaburras lors de la Ligue professionnelle à Melbourne. Simmonds a continué à représenter l'équipe pendant la Pro League, culminant avec une médaille d'or à Amsterdam, après une victoire 3-2 sur la Belgique.